# Fred Mayrink
Frederico Mayrink, conhecido como Fred Mayrink (Urucânia, 1975) é um diretor e ator brasileiro.

## Filmografia

### Como diretor
- Linha Direta (1999)
- Sandy & Júnior (2001)
- Chocolate com Pimenta (2003–04)
- Cabocla (2004)
- Alma Gêmea (2005–06)
- Páginas da Vida (2006–07)
- Sete Pecados (2007–08)
- Caminho das Índias (2009)
- Viver a Vida (2009–10)
- Araguaia (2010–11)
- Ti Ti Ti (2010–11)
- O Astro  (2011)
- Salve Jorge (2012–13)
- Alto Astral (2014–15)
- Haja Coração (2016) – diretor artístico
- Os Trapalhões (2017)
- Orgulho e Paixão (2018) – diretor geral e artístico
- Salve-se Quem Puder (2020–21) – diretor artístico
- 200 Anos de Independência - Ainda Tem Pendência? (2022)
- Família É Tudo! (2024) – diretor artístico

### Como ator
- Bambolê .... Felipe José (1987)
- Vamp .... Pedro (1991)
- Despedida de Solteiro .... Eduardo Chaddad (Dudu) (1992)
- Você Decide (1994)
- Malhação de Verão .... Farinha
- Malhação .... Farinha (1996)
- Malhação.com .... Miguel (Guel) (1998)
- Salve-se Quem Puder .... Ele mesmo (2021)